# Aleksandr Aniukov
Aleksandr Guennádievich Aniukov (en ruso: Александр Геннадьевич Анюко́в; Samara, Unión Soviética, 28 de septiembre de 1982) es un exfutbolista ruso. Jugaba de lateral derecho y fue parte de la selección de fútbol de Rusia.

## Trayectoria
Aleksandr empezó a jugar fútbol a los seis años, siguiendo los pasos de su hermano mayor, Alexey, que jugó en clubes como el Lada SOK y el Yunit. Comenzó su carrera profesional en el Krylia Sovetov Samara, equipo de su ciudad natal, uniéndose en 2000 al equipo B que jugaba en la segunda división. Pronto entrenó con el primer equipo, debutando el 10 de septiembre de 2000 ante el Zhemchuzhina por la Copa de Rusia. Su debut en la Liga Premier de Rusia se produjo el 14 de octubre de 2000 en un partido contra el Zenit. En 2004 llegó a la final de la Copa de Rusia, final que su equipo perdió contra el Terek Grozny por un gol a cero. Fue en este club cuando fue convocado a la selección de su país. Jugó más de 70 partidos y marcó 3 goles en las seis temporadas en las que estuvo.
Considerado como un "traidor" por los seguidores del Samara, en julio de 2005 fichó por su actual club, el Zenit San Petersburgo con el cual consiguió varios títulos nacionales e internacionales. Llegó a cuartos de final de la Copa de la UEFA 2005-06, siendo eliminado por el Sevilla español. Aniukov ayudó a su equipo, disputando 22 partidos y marcando 2 goles, a ganar la Liga Premier de Rusia en 2007. Al año siguiente su equipo realizó una gran temporada y se proclamó campeón de la Copa de la UEFA 2007-08, derrotando en la final al Glasgow Rangers por dos goles a cero. Ese mismo año también ganó la Supercopa de Europa 2008 y la Supercopa de Rusia. En 2009, recibió la cinta de capitán del equipo, la cual dejó en la temporada 2011/12 por razones personales.
En 2010 y en la temporada 2011-12, repitieron el título de la Liga Premier de Rusia, a la vez que consiguieron la Copa de Rusia en 2010.
Anunció su retirada al finalizar la temporada 2018-19 tras catorce años en el conjunto de San Petersburgo e inmediatamente pasaría a formar parte del cuerpo técnico del primer equipo. Sin embargo, el 13 de julio de 2019 decidió seguir su carrera como futbolista y se marchó al Krylia Sovetov Samara una temporada para finalizar su trayectoria deportiva en el mismo equipo que la empezó. El 28 de mayo de 2020, el conjunto de Samara anunció que no finalizaría la temporada con el equipo al no renovar su contrato que finalizaba el 31 de mayo y que regresaba al Zenit para reintegrarse en su cuerpo técnico.

## Selección nacional
Fue internacional con la selección de fútbol de Rusia en 77 ocasiones y marcó un gol. Antes, ya había integrado los equipos sub-18 y sub-21 de la misma.
Su debut como internacional se produjo el 25 de mayo de 2004 en un partido contra Austria. Participó en la Eurocopa de Portugal de 2004 disputando el tercer partido frente a Grecia con un marcador final de 2-1 a favor de los rusos. En junio de 2005, anotó su único tanto con la selección hasta el momento, abriendo el marcador en el amistoso frente a Alemania que culminó 2-2.
Fue convocado para participar en la Eurocopa de Austria y Suiza de 2008. En ese torneo, Rusia realizó un gran trabajo y llegó a semifinales. Aniukov fue una pieza clave del equipo, disputando como titular todos los partidos.
Indiscutible titular en la banda derecha, también fue llamado para disputar la Eurocopa 2012 realizada en Polonia y Ucrania. Fue titular los tres partidos que su selección jugó pues fue eliminada de manera sorprendente en primera fase.

### Participaciones en Eurocopas
| Edición       | Sede              | Resultado    | Partidos | Goles |
| ------------- | ----------------- | ------------ | -------- | ----- |
| Eurocopa 2004 | Portugal          | Primera fase | 1        | 0     |
| Eurocopa 2008 | Austria y Suiza   | Semifinal    | 5        | 0     |
| Eurocopa 2012 | Polonia y Ucrania | Primera fase | 3        | 0     |

## Clubes
| Club                  | País  | Año       |
| --------------------- | ----- | --------- |
| Krylia Sovetov Samara | Rusia | 2000-2005 |
| Zenit San Petersburgo | Rusia | 2005-2019 |
| Krylia Sovetov Samara | Rusia | 2019-2020 |

## Palmarés

### Campeonatos nacionales
| Título                | Club                  | País  | Año     |
| --------------------- | --------------------- | ----- | ------- |
| Liga Premier de Rusia | Zenit San Petersburgo | Rusia | 2007    |
| Supercopa de Rusia    | Zenit San Petersburgo | Rusia | 2008    |
| Liga Premier de Rusia | Zenit San Petersburgo | Rusia | 2010    |
| Copa de Rusia         | Zenit San Petersburgo | Rusia | 2009-10 |
| Supercopa de Rusia    | Zenit San Petersburgo | Rusia | 2011    |
| Liga Premier de Rusia | Zenit San Petersburgo | Rusia | 2011-12 |
| Liga Premier de Rusia | Zenit San Petersburgo | Rusia | 2014-15 |
| Supercopa de Rusia    | Zenit San Petersburgo | Rusia | 2015    |
| Copa de Rusia         | Zenit San Petersburgo | Rusia | 2015-16 |
| Supercopa de Rusia    | Zenit San Petersburgo | Rusia | 2016    |
| Liga Premier de Rusia | Zenit San Petersburgo | Rusia | 2018-19 |

### Copas internacionales
| Título              | Club                  | País       | Año     |
| ------------------- | --------------------- | ---------- | ------- |
| Copa de la UEFA     | Zenit San Petersburgo | Mánchester | 2007-08 |
| Supercopa de Europa | Zenit San Petersburgo | Mónaco     | 2008    |